# Acquisto a non domino
Acquisto a non domino (tradotto: "da chi non è padrone, proprietario"), in diritto, è un'espressione che indica un modo di acquisto a titolo originario della proprietà di un bene mobile basato sul possesso in buona fede del bene e su un titolo idoneo.

## Nozione
In realtà l'espressione in parola andrebbe riferita a una categoria di fattispecie acquisitive del diritto, eterogenee tra di loro e connotate da una propria specifica disciplina giuridica.
Il concetto di acquisto a non domino comprende, oltre all'acquisto dal non proprietario, anche l'acquisto di un diritto che non esiste.
Queste ipotesi sono accomunate dalla situazione descritta poc'anzi, ossia la provenienza del diritto di proprietà da un soggetto non titolare dello stesso. Tale sfasatura avviene o perché il disponente non dominus non ha mai acquisito il diritto oppure perché è divenuto tale soltanto successivamente, in quanto, ad esempio, il suo titolo di acquisto è stato posto nel nulla con effetti retroattivi.
Al fine di garantire la speditezza dei traffici giuridici, la legge tutela prevalentemente l'acquirente, che, a determinate condizioni, acquisisce il bene. Il proprietario reale, viceversa, può rivalersi sul proprietario apparente.

## Normativa
Come modo di acquisto della proprietà a titolo originario, l'acquisto a non domino è regolato dagli articoli 1153 e seguenti del codice civile.
Colui al quale è alienata una cosa mobile da chi non ne è proprietario ne acquista la proprietà mediante il possesso, purché sia in buona fede al momento della consegna e sussista un titolo astrattamente idoneo al trasferimento della proprietà.

### Requisiti
- Titolo astrattamente idoneo

Perché l'acquisto a non domino sia pienamente valido, il titolo mediante cui il diritto passa dall'alienante all'acquirente dev'essere astrattamente idoneo: esso cioè dev'essere in sé e per sé valido, garantendo la titolarità del disponente.
- Buona fede

Altro requisito delle fattispecie acquisitive a non domino è la necessità, ai fini della protezione giuridica, della buona fede dell'acquirente, intesa come buona fede soggettiva ossia, in tal caso, la convinzione di acquistare il bene da colui che ne è l'effettivo proprietario. 
L'acquisto del diritto in capo all'avente causa a non domino ne tutela quindi l'affidamento.
La buona fede conosce dei limiti ove il bene oggetto del diritto sia sottoposto a registrazione (es. immobili, mobili registrati), in tal caso si fa riferimento alla data di trascrizione del trasferimento: l'acquisto a non domino è possibile solo se la trascrizione è antecedente alla trascrizione della domanda di nullità o annullamento. (vedi art. 2652, n.6 Cod. Civ.)
- Possesso

Ove sia applicabile la regola possesso vale titolo (per i beni mobili non registrati), il possesso acquisisce carattere di requisito. Si usa tradizionalmente l'espressione possesso vale titolo per indicare il fatto che il possesso qualificato  supplisce la mancanza di un titolo valido di trasferimento.

## Considerazioni
Il trasferimento della proprietà non può in questo caso attuarsi a titolo derivativo (nessuno può trasferire un bene che non è suo). Se non che l'acquisto della proprietà avviene, in questi casi, a titolo originario, mediante il possesso, purché il possessore sia in buona fede, ossia ignori che il suo dante causa non era proprietario e sussista un titolo (che dev'essere un contratto valido, improduttivo dell'effetto traslativo della proprietà solo perché l'alienante non è proprietario).
La norma è posta a favore dell'acquirente, non dell'alienante, e il primo, se preferisce, può rinunciare a giovarsene e chiedere la risoluzione del contratto (articolo 1479).
L'acquisto a non domino determina l'estinzione dei diritti minori che gravavano sulla cosa, a meno che l'acquirente fosse a conoscenza della loro esistenza o potesse comunque venirne a conoscenza usando un minimo di diligenza.
L'importanza di questo modo di acquisto della proprietà sta nella sicurezza che attribuisce al compratore di cosa mobile: a questo è sufficiente, per essere sicuro di aver comprato bene, conseguire in buona fede il possesso della cosa. L'interesse del terzo proprietario è destinato a soccombere di fronte a un interesse valutato come di ordine superiore: l'interesse generale a una sicura, ampia e rapida circolazione dei beni mobili.
Nello stesso modo si acquistano, oltre alla proprietà, altri diritti reali su cose mobili e il pegno. Non si può, invece, acquistare mediante il possesso la proprietà su universalità di beni mobili (non destinate alla circolazione) né quella dei beni mobili iscritti in pubblici registri.
Quando manca almeno una delle due condizioni citate - la buona fede e il titolo idoneo - l'acquisto della proprietà può ancora avvenire per usucapione, ovvero mediante il possesso prolungato nel tempo (rispettivamente 20 o 10 anni).